# Владимиру (Горж)
Владимиру (рум. Vladimiru) насеље је у Румунији у округу Горж у општини Владимир. Oпштина се налази на надморској висини од 209 m.

## Становништво
Према подацима из 2011. године у насељу је живело 3435 становника.